# Hemeroblemma tigris
Hemeroblemma tigris là một loài bướm đêm trong họ Erebidae.